# Pyinmana Township
Pyinmana Township (Birmaans: ပျဉ်းမနားမြို့နယ်) is een van de acht townships van Naypyidaw Union Territory, Myanmar. 

## Dorpen
| - Alae Chaung - Alyinlo - Bantbar - Boma - Chaing - Chin - Gadozeik - Hnandaw | - Kainggalay - Kan U - Kinmundan - Koe Tit Ywa Ma - Kyaukchet - Kyaukthanpat - Kye-inn - Kyi Taung | - Kyi Taung Kan - Kyunyaung - Leluaing - Ma-u-daw - Maungyan - Mepauk - Milaunggon - Mingon | - Moeswe - Natthayae - Ngakaungkan - Ngokechaung - Nyaungbingyi - Nyaungbintha - Pyadaungkoe - Pyangabye | - Pyinmana Haung - Pyu Dwin - Seiknandon - Sibin - Sinthawt - Sinthe - Taungnyo - Taungtha | - Thagyarset - Thanatpinzeik - Tharyargon - Thayetkon - Tegyigon - Thittat - Thitlelon - Thitton | - Thityargon - Yezin - Yaukthwar-inn - Ywadaw - Ywathit - Zalaung - Zegon - Ziphyupin |

## Dammen
Pyinmana Township heeft de volgende dammen. 
- Dam van Ngalaik
- Dam van Chaungmagyi
- Dam van Yezin

## Kreekjes
Pyinmana heeft de volgende kreken.
| - Sinthekreek - Ngalaikkreek | - Patwekreek - PaungLaungkreek | - Lwegyikreek - Kyatpyinkreek | - Letswekreek - Chaungmagyikreek | - Kogwekreek |